# Begraafplaats van Sanvic
De begraafplaats van Sanvic is een gemeentelijke begraafplaats in de wijk Sanvic in de Franse stad Le Havre in het departement Seine-Maritime. De begraafplaats ligt in het zuidwesten van Sanvic, tegen de grens met Sainte-Adresse, aan de noordkant van het Fort de Sainte-Adresse. Het terrein is ongeveer 2,2 ha groot.
Op de begraafplaats bevindt zich een perk met een 30-tal Franse oorlogsgraven uit de Eerste Wereldoorlog.

## Britse oorlogsgraven
Op het militaire perk bevinden zich ook drie Britse oorlogsgraven met gesneuvelden uit de Tweede Wereldoorlog. De drie graven zijn geïdentificeerd en worden onderhouden door de Commonwealth War Graves Commission. In de CWGC-registers is de begraafplaats opgenomen als Sanvic Communal Cemetery.